# Jaroslav Švejda
Jaroslav Švejda (31. července 1915 Valašské Klobouky – 26. září 1986 Brno) byl český lékař, profesor patologie na Lékařské fakultě Masarykovy univerzity (dříve LF UJEP v Brně) a ředitel Masarykova onkologického ústavu (dříve Výzkumný ústav klinické a experimentální onkologie v Brně).

## Život
Lékařskou fakultu MU začal studovat ještě před druhou světovou válkou, už během studií pracoval jako demonstrátor v jejím I. patologicko-anatomickém ústavu (I. PAÚ), během uzavření českých vysokých škol zde byl zaměstnán jako pomocný asistent a po absolvování fakulty roku 1945 se zde stal odborným asistentem. Roku 1950 se na lékařské fakultě habilitoval a o sedm let později byl jmenován profesorem pro patologickou anatomii, zároveň se stal přednostou I. PAÚ. Vědeckou hodnost doktora věd získal roku 1963. V období normalizace ale musel patologicko-anatomický ústav opustit, roku 1976 byl přesto jmenován ředitelem Výzkumného ústavu klinické a experimentální onkologie v Brně (VÚKEO), kde už od konce svých studií působil jako externí pracovník a kde zůstal až do své smrti.
V roce 1968 byl krátce děkanem Lékařské fakultě Masarykovy univerzity.